# Gustaf Haglund
Gustaf Emanuel Haglund, född 11 september 1900 i Rogberga socken, död 10 juni 1955 i Stockholm, var en svensk botaniker.
Gustaf Haglund var kusinson till Patrik Haglund. Han blev medicine kandidat vid Uppsala universitet 1932, filosofie hedersdoktor 1949 och amanuens vid Naturhistoriska riksmuseets botaniska avdelning 1947. Haglund var på 1940-talet den främste kännaren av maskrossläktet och publicerade ett flertal arbeten om det, särskilt i Botaniska notiser och Svensk botanisk tidskrift.